# Brezovec pri Polju
Brezovec pri Polju – wieś w Słowenii, w gminie Podčetrtek. W 2018 roku liczyła 81 mieszkańców.